# Louis Salvérius
Louis Salvérius (Zinnik, 1 april 1930 – 22 mei 1972), alias Salvé, was een Belgisch striptekenaar.

## Biografie
Salvérius begon in 1955, na zijn legerdienst, op de tekenafdeling van de bekende uitgever Dupuis werken. Een lange tijd maakte hij wat roosters voor kruiswoordraadsels en kleine tekeningen en paste hij die van anderen aan. Onder het pseudoniem Salvé tekende hij enkele miniverhalen over indianen in het blad Robbedoes. Ook tekende hij een weerkerende humorstrip op scenario van Jacques Devos met twee indianen in de hoofdrol. Zijn tijd brak pas echt aan nadat Lucky Luke Robbedoes en Dupuis verliet in 1968.
Salvérius werd gekoppeld aan de dan nog jonge en onbekende scenarist Raoul Cauvin. Cauvin had namelijk een nieuwe serie bedacht: De Blauwbloezen. Salvérius bedacht de personages en begon de ideeën van Cauvin op papier te zetten. In het begin waren dit nog maar korte strips, maar die korte strips werden snel populair. Het was dan ook niet gek dat de uitgever, Charles Dupuis, besloot Salvérius en Cauvin een kans te geven. Met de garantie dat, als het mis ging hij zijn oude baan terug zou krijgen, begonnen de twee hun eigen reeks albums. De serie werd een succes.
Op 22 mei 1972 wordt Salvérius tijdens zijn werk aan de 36ste plaat van de strip Outlaw dood aangetroffen. Hij stierf op 42-jarige leeftijd aan een hartaanval.
De strip wordt voortgezet door Willy Lambil en samen met hem maakt Raoul Cauvin nog eens tientallen albums.